# St. Georgen am Längsee
St. Georgen am Längsee, Sankt Georgen am Längsee – gmina w Austrii, w kraju związkowym Karyntia, w powiecie Sankt Veit an der Glan. Według Austriackiego Urzędu Statystycznego liczyła 3588 mieszkańców (1 stycznia 2015).